# چال‌کویروک
چال‌کویروک (به لاتین: Chalkuyruk) یک منطقهٔ مسکونی در قرقیزستان است که در استان اوش واقع شده‌است.